# Émile-Alexandre Taskin
Pour les articles homonymes, voir Taskin.
Émile-Alexandre Taskin, né à Paris le 8 mars 1853 et mort à Paris le 5 octobre 1897, inhumé au cimetière parisien de Saint-Ouen, est un chanteur français de l'Opéra-Comique.
Émile-Alexandre Taskin était le petit-fils de l'organiste et compositeur Henri-Joseph Taskin (1779–1852), arrière-petit-fils de Pascal-Joseph Taskin (1750–1829), et arrière-arrière-petit-fils du facteur d'instruments Pascal Taskin (1723–1793). Sa fille Arlette épousera l'organiste Louis Vierne.
Après avoir fait ses débuts dans le rôle de Roland des Mousquetaires de la reine en 1875, il créa les personnages de Lindorf, de Coppelius et du docteur Miracle dans Les Contes d'Hoffmann, de Lescaut dans Manon, de Falstaff dans le Songe d'une nuit d'été de Thomas et de Phorcas dans Esclarmonde. Un catalogue d'objets d'arts et d'ameublement annonçait la vente après décès de M. Taskin, de l'opéra comique, de meubles anciens, qui aurait lieu le vendredi 26 novembre 1897. Un instrument est mentionné en premier "clavecin à deux claviers et à caisse laquée vert clair avec rehauts d'or : la table d'harmonie est décorée de peintures à sujets de fleurs et d'un oiseau qui serait la marque de l'artiste peintre ; elle porte l'inscription Pascal Taskin élève de Blanchet, disposée autour d'un bas-relief ajouré et doré représentant un amour jouant de la lyre et accompagné des initiales P. T. ; cette signature est elle même encadrée d'une couronne de fleurs et, auprès d'elle, se lit la date 1769. Pascal Taskin (1730 + 1793), claveciniste du Roi, était l'arrière grand père de M. Taskin et descendait en ligne directe des Couperin".   